# Darcetina particolor
Darcetina particolor är en fjärilsart som beskrevs av Dyar 1914. Darcetina particolor ingår i släktet Darcetina och familjen nattflyn. Inga underarter finns listade i Catalogue of Life.